# Rethmoorsee
Der Rethmoorsee ist ein Baggersee, der mit seinem Uferbereich das gleichnamige Naturschutzgebiet in der niedersächsischen Stadt Winsen (Luhe) im Landkreis Harburg bildet.

## Allgemeines
Das Naturschutzgebiet mit dem Kennzeichen NSG LÜ 244 ist 90 Hektar groß. Es grenzt im Süden an das Naturschutzgebiet „Hohes Holz mit Ketzheide und Gewässern“. Das Gebiet steht seit dem 2. Juli 1998 unter Naturschutz. Zuständige untere Naturschutzbehörde ist der Landkreis Harburg.

## Beschreibung
Das Naturschutzgebiet liegt südöstlich von Winsen (Luhe). Im Norden grenzt das Naturschutzgebiet an die A 39, im Nordosten an die Bahnstrecke Hannover–Hamburg und im Süden an den Hausbach. Rund um den See verläuft ein Ringgraben.
Der See ist zwischen 1983 und 1989 durch Bodenaushub für den Bau des als A 250 gebauten, heutigen nördlichen Teilstücks der A 39, entstanden. Die entstandene Grube füllte sich anschließend mit Grundwasser.
Der buchtenreiche See ist von Röhrichtzonen, Gehölzen, Trockenrasen und Grünlandflächen umgeben. Zwischen See und Autobahn befinden sich außerdem zwei flache Tümpel.
Die Grünlandflächen im Süden des Naturschutzgebietes werden extensiv bewirtschaftet, während über 12 Hektar Grünlandflächen im Norden und Westen seit 2005 als Weideflächen für Belted Galloways dienen, welche die Flächen gehölzarm halten sollen.
Im Westen des Naturschutzgebietes befindet sich ein überdachter Aussichtspunkt für die Naturbeobachtung.